# Graffiti (album)
Albums de Chris Brown
Exclusive
(2007) F.A.M.E.
(2011)
Graffiti est le troisième album studio de Chris Brown, sorti le 4 décembre 2009 en France.

## Historique et Développement
En 2008, Chris Brown a commencé à travailler sur son 3e album intitulé Graffiti. « Quand t’entends Graffiti, tu penses à l’art. Moi, j’ai choisi Graffiti car c’est mon art et mon art c’est ma musique. C’est mon imagination, ma créativité vitale. » dit-il sur le choix de ce titre pour son 3e album. D’après lui, il va essayer une approche musicale différente comme l’ont fait Prince et Michael Jackson. Il dit : « Je voulais changer un peu, être différent. Comme mon style, je n’essaye pas d’être seulement Urbain. Je veux être comme Prince, Michael et Stevie Wonder étaient. Ils peuvent faire n’importe quel genre de musique. » Le 1er single de Graffiti, I Can Transform Ya, sorti le 29 septembre 2009 suivi d'un clip très futuriste le 27 octobre 2009, et atteint la 20e place du Billboard Hot 100. Le 2e single fut "Crawl", sorti le 13 novembre 2009, qui atteint la 53e place du Billboard Hot 100, et dont un clip a été produit avec la chanteuse Cassie. Chris Brown confirme sur MTV que le 3e single serait "Pass Out", un morceau pop-électro en featuring avec Eva Simons mais il a l’a finalement remplacé par "Sing Like Me". Un clip devait être tourné pour ce morceau mais il fut abandonné.
Graffiti sort le 8 décembre 2009 aux États-Unis et le 4 décembre 2009 en France. L’album débuta à la 7e position du Billboard 200.
Malgré les très mauvaises critiques que Chris Brown reçut durant cette année 2009, il fut nommé 3 fois au Grammy Awards 2011. Meilleur album contemporain avec Graffiti, meilleure performance vocale en duo avec "Take My Time" en featuring avec Tank et meilleur morceau Rap/chant avec "Deuces" en featuring avec Tyga & Kevin McCall.

## Liste des titres
1. I Can Transform Ya (ft. Lil Wayne & Swizz Beats)
2. Sing Like Me
3. Crawl
4. So Cold
5. What I Do (Feat. Plies)
6. Famous Girl
7. Take My Time (Ft. Tank)
8. I.Y.A.
9. Pass Out (feat. Eva Simons)
10. Wait (feat. Trey Songz & The Game)
11. Lucky Me
12. Fallin Down
13. I’ll Go

## Liste des singles
- 2009 : I Can Transform Ya (feat. Lil Wayne & Swizz Beatz)
- 2009 : Crawl
- 2010 : Sing Like Me

## Liste des clips
- I Can Transform Ya (feat. Lil Wayne & Swizz Beatz)
- Crawl